# 오토 멜라라

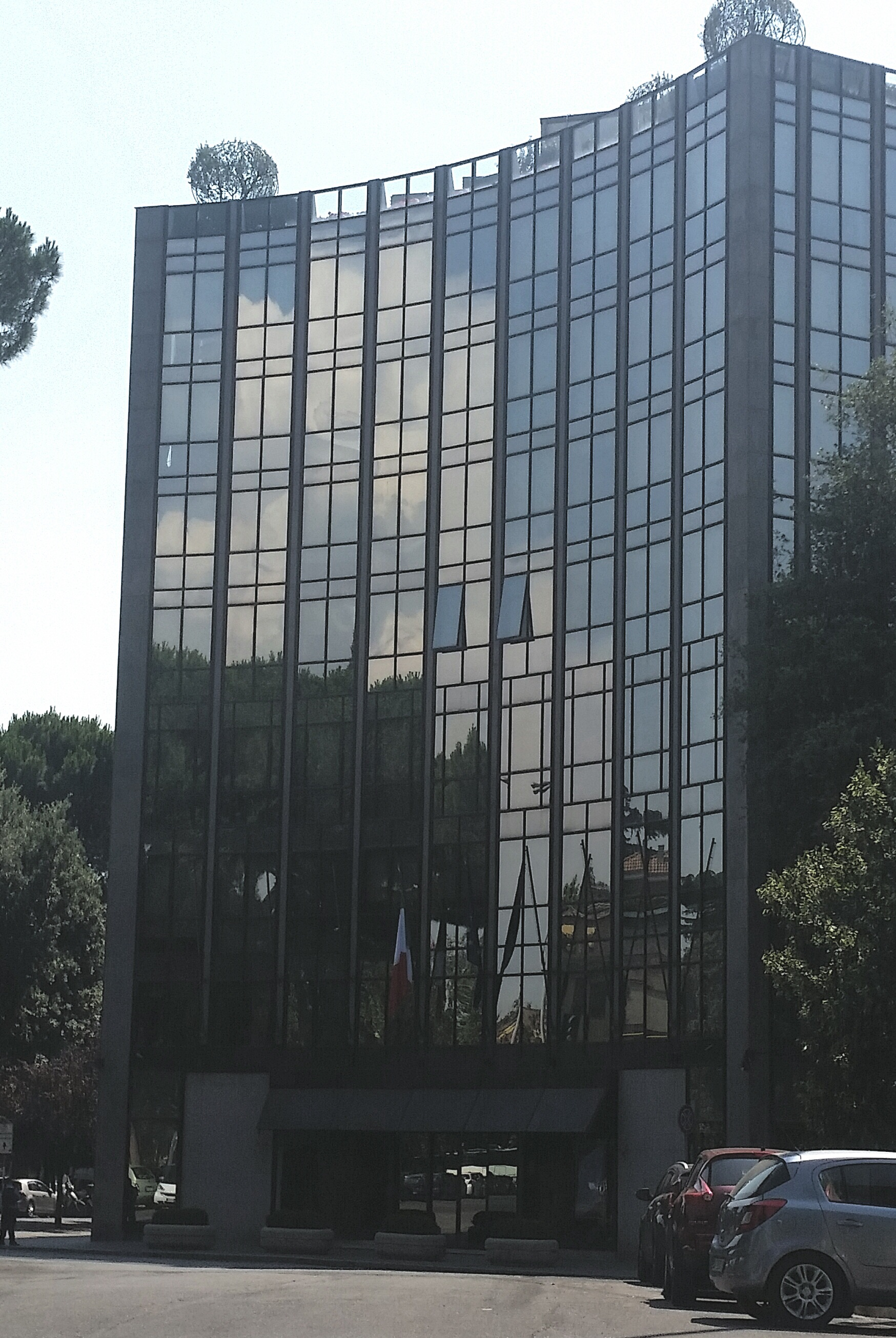

오토 멜라라(OTO Melara)는 이탈리아 레오나르도 S.p.A.의 자회사이다. 대포, 함포 등으로 유명하며, 전차, 장갑차도 만든다.

## 역사
- 1905년 - 영국 빅커스(Vickers)사와 이탈리아의 오데로 조선소(Shipyard Odero), 테르니 제철(Terni Steelworks), 오를란도 형제 조선소(Orlando Brothers Shipyard)의 4개사의 조인트 벤처로 설립되었다. 주세페 오를란도와 아틸리오 오데로도 투자를 했다.
- 1929년 - 회사명을 OTO로 변경했다. Odero Terni Orlando 라는 뜻이다.

## 제품
- 아리에테 전차
- OF-40 전차
- 다르도 장갑차, IFV
- 오토 멜라라 76 mm - 전세계에서 가장 많이 팔린 현대 함포의 대명사
- 오토브레다 127/54C
  - 광개토대왕급 구축함
  - 곤고급 구축함
  - 다카나미급 구축함
- 오토브레다 127/64
  - 아키텐급 호위함

## 같이 보기
- 5인치 54구경 마크 45 함포 - 오토브레다 127/54C와 경쟁하는 미국의 127 mm 함포